# Paymogo

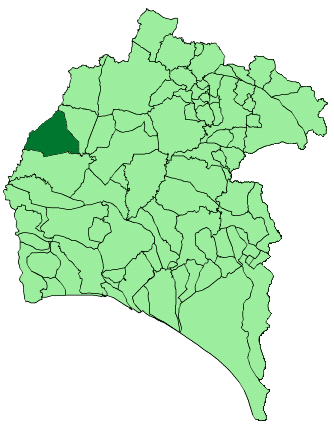
Bản đồ Paymogo, Huelva

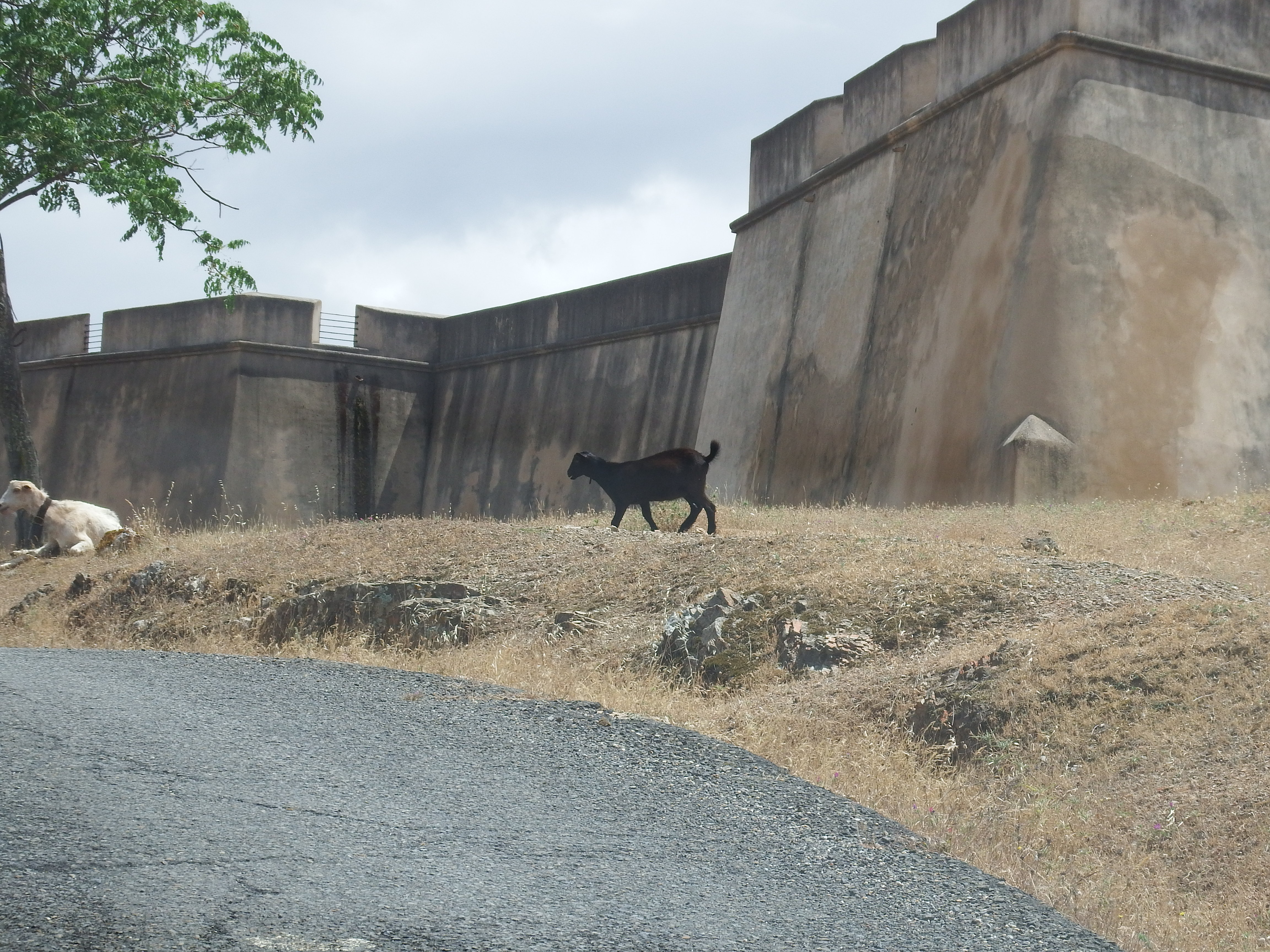

Paymogo là một đô thị ở tỉnh Huelva, Tây Ban Nha. Theo điều tra dân số năm 2005, đô thị này có dân số 1.290 người. Năm 2007, ước tính dân số 1.292 người. Đô thị này có diện tích 214 km² và mật độ dân số 6,0 người/km². Tọa độ địa lý là 37º 44' độ vĩ bắc, 7º 20' độ kinh đông. Đô thị này nằm ở độ cao 177 m và cách tỉnh lỵ Huelva 81 km.